# Club

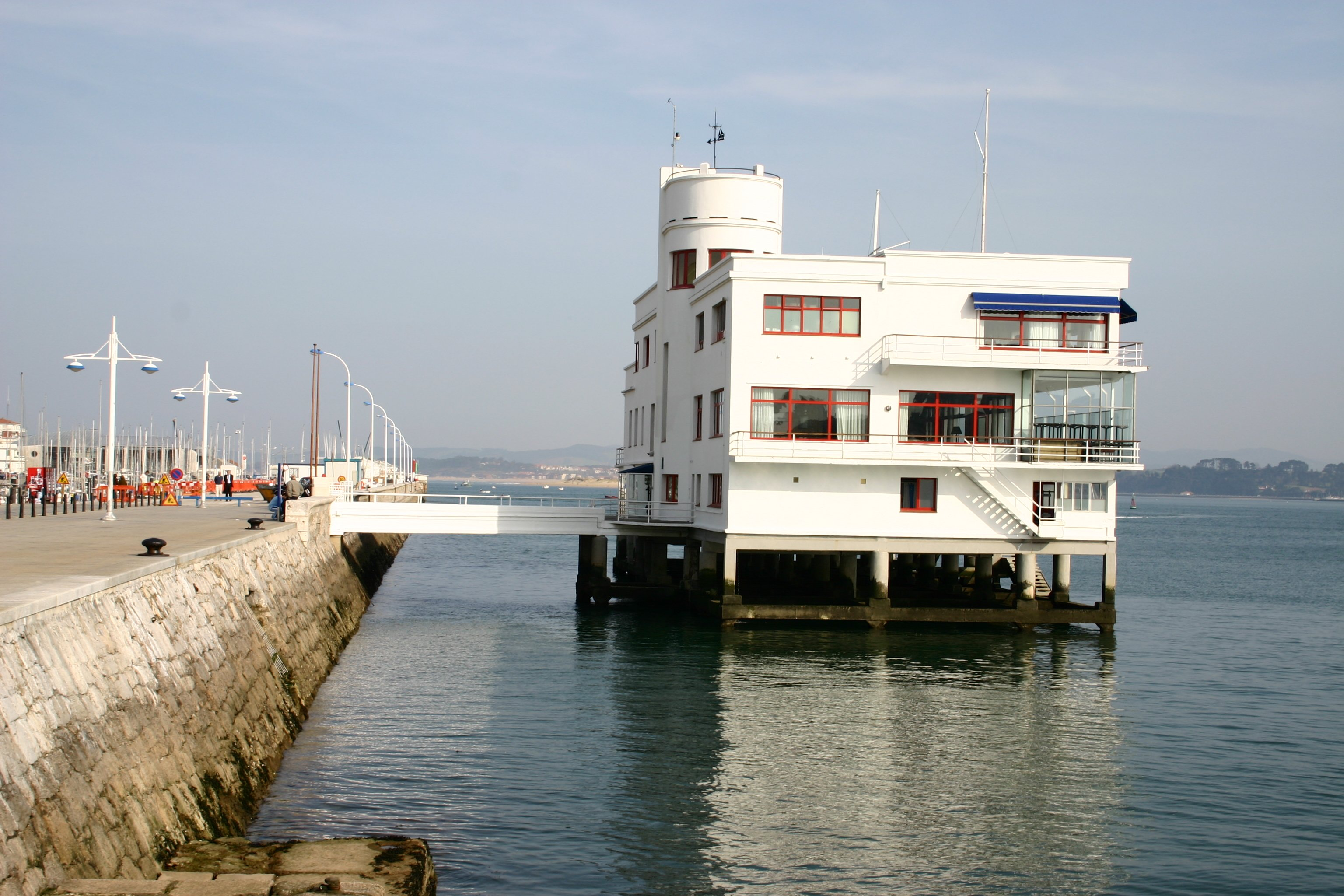
Sede del Real Club Marítimo de Santander (Cantabria, España). Desde su fundación en 1927 se dedica a promover eventos y actividades relacionadas con los deportes náuticos.

Un club es una asociación con fines recreativos, sociales o de causa común.
Desempeñan todo tipo de actividades diversas dependiendo del motivo por el que las personas deciden asociarse: políticas (clubes políticos), sociales y de esparcimiento, deportivas (club deportivo, club de fútbol, club náutico, etc.), intercambio de ideas, debates culturales, organización de actividades a favor de terceros, actividades formativas e informativas en beneficio propio, etc.
Pueden realizar, además de las actividades propias de sus fines, otras que podrían ser consideradas como empresariales, siempre y cuando el beneficio de aquellas sea aplicado a la continuidad del club o a alguna obra social comunitaria.

## Club privado
Un club privado es un club cuyo acceso está restringido exclusivamente a sus miembros. Los muchos tipos de clubs privados, y la regulación legal de los mismos, varía enormemente de un país a otro. El club privado puede aprobar unos estatutos que establezcan el funcionamiento, los objetivos, los horarios y las condiciones de ingreso/expulsión de miembros. Por lo tanto, las actividades que desempeñe el club privado no están abiertas al público en general.

## Por país

### Argentina
En la Argentina los clubes más populares y con la mayor infraestructura son Boca Juniors y River Plate.
Existen los "clubes de barrio", los cuales son asociaciones civiles. En Argentina la ley 27.098 establece cuáles son sus objetivos:
- Desarrollar actividades deportivas no profesionales.
- Poner sus instalaciones a disposición para la educación no formal, el fomento cultural de todos sus asociados y la comunidad a la que pertenecen.
- Promover el respeto del ambiente.
- Trabajar por la inclusión social e integración colectiva dentro de su comunidad.

Los clubes de barrio no tienen como objetivo tener ganancias económicas. El Estado, a través de distintas acciones, puede brindarles ayuda económica para fortalecer sus objetivos.

### Perú
En el Perú, los clubes más populares son Universitario de Deportes y Alianza Lima, quienes protagonizan el Superclásico peruano.
En Perú, los clubes más grandes por la extensión de sus propiedades inmuebles y por su infraestructura son el Regatas Lima, el Jockey Club del Perú, el Country Club de Villa, Universitario de Deportes y Los Inkas Golf Club.